# Бојан Божовић
Бојан Божовић (Београд, 23. фебруар 1987) је српски професионални тенисер и тениски тренер.
Потиче из спортске породице, па је своју заинтересованост за спорт показао још од малих ногу. Тенис је почео да тренира са шест година. Почео је да се такмичи 1998. године и одмах достигао изванредне резултате . Тренери су му били Божидар Матић и Горан Зиндовић.
Члан репрезентације је постао са 14 година и за национални тим тадашње Југославије је играо у категоријама до 14, 16 и 18 година.
Постао је члан ТК „Гемакс“ 2001. године, потом ТК „Партизан“, све до краја његове каријере 2007. године. Након што је завршио са професионалним бављењем тенисом због повреда, почео је да ради као тренер и за пет година успео да изгради јаку репутацију професионалног тренера.

## Такмичења
- 2001 	Државни тениски првак до 14 година
- 2001 	Европски шампион са националним тимом, до 14 година
- 2001 	Европски шампион у дублу са Новаком Ђоковићем, до 14 година
- 2001 	Други на Светском првенству за национални тим, до 14 година
- 2001 	16. место на ЕТА ранг листи до 14 година
- 2003 	Државни првак до 16 година
- 2003 	Екипни првак државе са ТК „Партизан“ до 16 година
- 2003 	Сениорски државни првак
- 2003 	Европски шампион са репрезентацијом, до 16 година
- 2003 	Пети на Светском првенству до 16 година
- 2003 	17. место на Европској листи до 16 година
- 2004 	Државни шампион до 18 година /
- 2004 	Екипни првак државе са ТК „Партизан“ до 18 година
- 2004 	Сениорски првак државе са ТК „Партизан“
- Десет пута је освојио Државно првенство у индивидуалним и тимским категоријама [тражи се извор]
- Бојан Божовић је у својој каријери побеђивао играче светске репутације: Ернестса Гулбиса, Робина Хасеа, Марина Чилића, Сергеја Бупку, Фабија Фоњинија...